# Inio Asano
Inio Asano (浅野 いにお Asano Inio?) (Isioka (Prefectura de Ibaraki), Japón, 22 de septiembre de 1980) es un mangaka. Asano es el creador del famoso manga Solanin, que fue llevado a la gran pantalla en abril de 2010 protagonizado por la actriz Aoi Miyazaki. Sus historias, habitualmente realistas y centradas en personajes, contienen una fuerte carga emocional. En 2001 ganó la competición GX de jóvenes mangakas y en 2010 el periódico Yomiuri Shimbun lo describió como "una de las voces de su generación".
Fue uno de los invitados al XXI Salón del Manga de Barcelona, celebrado los días 29, 30, 31 de octubre y 1 de noviembre de 2015.

## Obra
- Futsū no Hi (普通の日?) (2000)
- Sotsugyōshiki Jigoku (卒業式地獄?) (2000)
- Uchū kara Konnichi wa (宇宙からコンニチハ?) (19 de abril de 2001)
- Subarashii Sekai (素晴らしい世界 lit. "Un mundo maravilloso"?) (19 de enero de 2002– 19 de marzo de 2004) Publicado en Argentina por EditorialIvrea(enero de 2021)[3][4]
- Nijigahara Holograph (虹ヶ原ホログラフ Nijigahara Horogurafu?) (14 de noviembre de 2003 – 9 de diciembre de 2005)

Publicado en España por Milky Way Ediciones (septiembre de 2014).
- El barrio de la luz (ひかりのまち Hikari no Machi?) (19 de abril de 2004 – 19 de enero de 2005)

Publicado en España por Norma Editorial.
- El fin del mundo y antes del amanecer (世界の終わりと夜明け前 Sekai no Owari to Yoakemae?) (30 de octubre de 2008)

Publicado en España por Norma Editorial (mayo de 2016).
- Solanin (ソラニン Soranin?) (30 de junio de 2005 - 6 de abril de 2006)

Publicado en España por Norma Editorial (octubre de 2014) y en Argentina por Editorial Ivrea (octubre de 2019)
- Buenas noches, Punpun (おやすみプンプン Oyasumi Punpun?) (15 de marzo de 2007 - 2 de noviembre de 2013)

Publicado en México por Editorial Panini, en Argentina por Editorial Ivrea (julio de 2017 - mayo de 2019) y en España por Norma Editorial (octubre de 2015).
Más información sobre la coprotagonista de la trama: Aiko tanaka.
- Ozanari Kun (おざなり君?) (19 de mayo de 2008 - 19 de abril de 2011)
- La chica a la orilla del mar (うみべの女の子 Umibe no Onna no Ko?) (7 de julio de 2009 - 8 de enero de 2013)

Publicado en España por Milky Way Ediciones (primer trimestre de 2014).
- Kontorōru Purasu Tī Asano Inio Wākusu (Ctrl+T 浅野いにおWORKS lit. Ctrl+T Obras de Inio Asano'?) (25 de marzo de 2010 - 29 de marzo de 2010)
- Puranetto (planet lit. Planeta'?) (19 de julio de 2010)
- Toshi no Se (としのせ?) (25 de diciembre de 2012)
- Kinoko Takenoko (きのこたけのこ?) (27 de diciembre de 2013)
- Dead Dead Demon's Dededede Destruction (デッドデッドデーモンズデデデデデストラクション Deddo Deddo Dēmonzu Dededededesutorakushon?) (28 de abril de 2014 - 28 de febrero de 2022)

Publicado en España por Norma Editorial (octubre de 2015).
- Reiraku Publicado en España por Norma Editorial
- Héroes (勇者たち Yuusha-tachi?) (6 de marzo de 2015 a 17 de octubre de 2018) Publicado en Argentina por Editorial Ivrea (8 de noviembre de 2019)[16]